# 河內都市鐵路
河內都市鐵路（越南语：／*/?），又稱為河內捷運，是越南首都河內市的城市軌道交通系統，現有2條路線，全長21.6公里，設站20座。河內都市鐵路由河內鐵路獨資責任有限公司營運，其票務政策在政府的指導下制訂。
河內都市鐵路的建設目的是應付河內市民對公共交通服務的需求，並解決當地的交通擠塞問題。2016年頒布的《河內市交通運輸規劃（至2030年）》提及了12條軌道交通線（9條都市鐵路線，3條單軌鐵路），其中首條線路2A號線連接吉靈和河東，在2011年動工，至2021年11月6日通車，連接呠和河內站的3號線則於2010年動工，高架段已於2024年8月8日通車，地下段預計於2027年通車。施工期間，2A號線和3號線曾出現融資困難、施工進度緩慢、工業意外等問題。

## 歷史

### 前期規劃
河內市是越南社會主義共和國的首都。1991年河內市取消所有有軌電車路線後，當地經濟發展迅速，人口也開始膨脹；截至2010年（第一條軌道交通線開工的年份），河內市常住人口691萬人，棟多、二徵夫人、還劍、巴亭郡的平均人口密度更是高達31395人／平方公里。預計到2030年，河內市常住人口還會增加到800萬人。人口膨脹令城市道路的使用量大幅增加，引致嚴重的空氣污染和交通擠塞，阻礙經濟活動的進行。因此越南政府和河內市人民委員會（市人委，即市政府）便在1990年代末、2000年代初提出興建都市鐵路系統（城市軌道交通系統）的計劃。
越南政府在1998年批覆《河內首都至2020年總體規劃》的調整方案，提議在河內市優先建設都市鐵路系統，興建5條都市鐵路（高架線或地下線），使之成為河內市公共交通系統的骨幹。規劃方案提出關於公共交通系統的措施，目標是把城市公交運量佔出行總量的比率提升到30%。2002年頒布的《至2020年越南鐵路運輸業發展總體規劃》，以及2006年頒布的《2006—2010年5年經濟社會發展計劃》也提出相似的建議，並提出都市鐵路系統不遲於2010年通車的目標。外國進行的都市鐵路規劃、研究則包括中華人民共和國在2004年完成的一項可行性研究，法國交通工程顧問公司賽思達在2004年至2005年完成的兩項可行性研究，以及日本國際協力機構在2007年應越南政府要求完成的《河內首都綜合都市發展規劃》。這三個國家的顧問建議河內市修建包括3號線（呠－河內站段）、2A號線（吉靈－河東段）等6條軌道交通線。2008年越南政府批覆通過《首都河内至2020年交通运输发展规划》，批准河內市興建上述的城市鐵路線。

### 第一輪建設

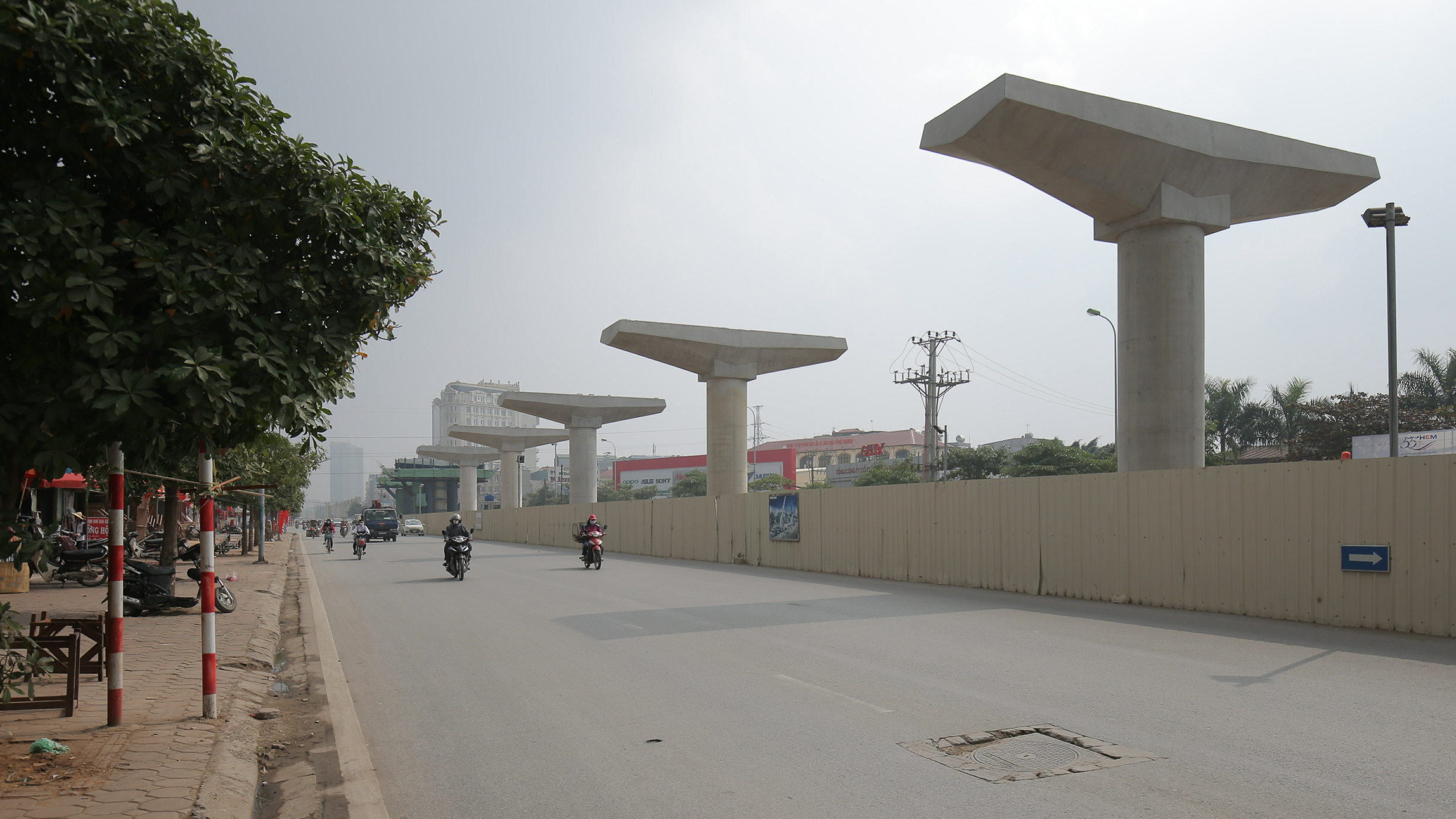
3號線高架段施工現場

3號線（軌道交通試驗線；呠－河內站段）和2A號線（吉靈－河東段）先後在2010年9月25日和2011年10月10日動工，其中3號線由法國政府、亞洲開發銀行、歐洲投資銀行和越南政府出資興建，2A號線則採用中國大陸提供的貸款興建，承建商為中鐵六局。兩條都市鐵路線施工期間出現的問題包括：一、徵地程序出現困難，二、融資困難，拖累2A號線及3號線的施工進度，三、2A號線及3號線施工現場曾發生多起工業意外，造成人命傷亡。2A號線已於2021年10月完成驗收程序，並在2021年11月6日通車；3號線高架段在2024年8月8日通車，地下段計劃於2027年通車。與此同時，河內市人委也在2014年決定成立以由政府全資擁有的河內鐵路獨資責任有限公司，負責城市鐵路系統的營運。

## 營運

### 路綫

河內都市鐵路2A號線地圖

| 标志色／线路名 | 标志色／线路名 | 通车日期      | 起讫站点 | 起讫站点 | 车站数 | 长度 （公里） | 車廠     | 控制中心 | 列车编组 |
| -------------- | -------------- | ------------- | -------- | -------- | ------ | ------------- | -------- | -------- | -------- |
|                | 2A號線         | 2021年11月6日 | 吉靈     | 安義     | 12     | 13.1          | 富良車廠 | 富良車廠 | 4節      |
|                | 3號線          | 2024年8月8日  | 呠       | 紙橋     | 8      | 8.5           | 呠車廠   | 呠車廠   | 4節      |

### 列車
河內都市鐵路2A號線採用第三軌供電，列車由北京地鐵車輛裝備有限公司製造，採用B型車4輛編組，設計時速80公里，車廂最大寬度達到2.8米，整列車最大載客量為1326人。3號線列車將由法國阿爾斯通製造，屬於Metropolis系列。

### 信號系統
| 線路 | 線路   | 供應商   | 型號        | 類別              | 啟用日期 | 自動化等級 | 備註   |
| ---- | ------ | -------- | ----------- | ----------------- | -------- | ---------- | ------ |
|      | 2A號線 | 交控科技 |             | CBTC 移动闭塞系统 | 2021年   |            | [ 18 ] |
|      | 3號線  | 阿爾斯通 | Urbalis 400 | CBTC 移动闭塞系统 | 2024年   |            | [ 17 ] |

- 河內都市鐵路2A號線列車
- 2A号线列车内部
- 文館站附近的一段2A號線高架橋

## 未來擴展
2016年頒布的《河內首都至2030年（展望2050年）交通運輸規劃》提議興建的都市鐵路線共有12條（包括9條都市鐵路線和3條單軌鐵路）。

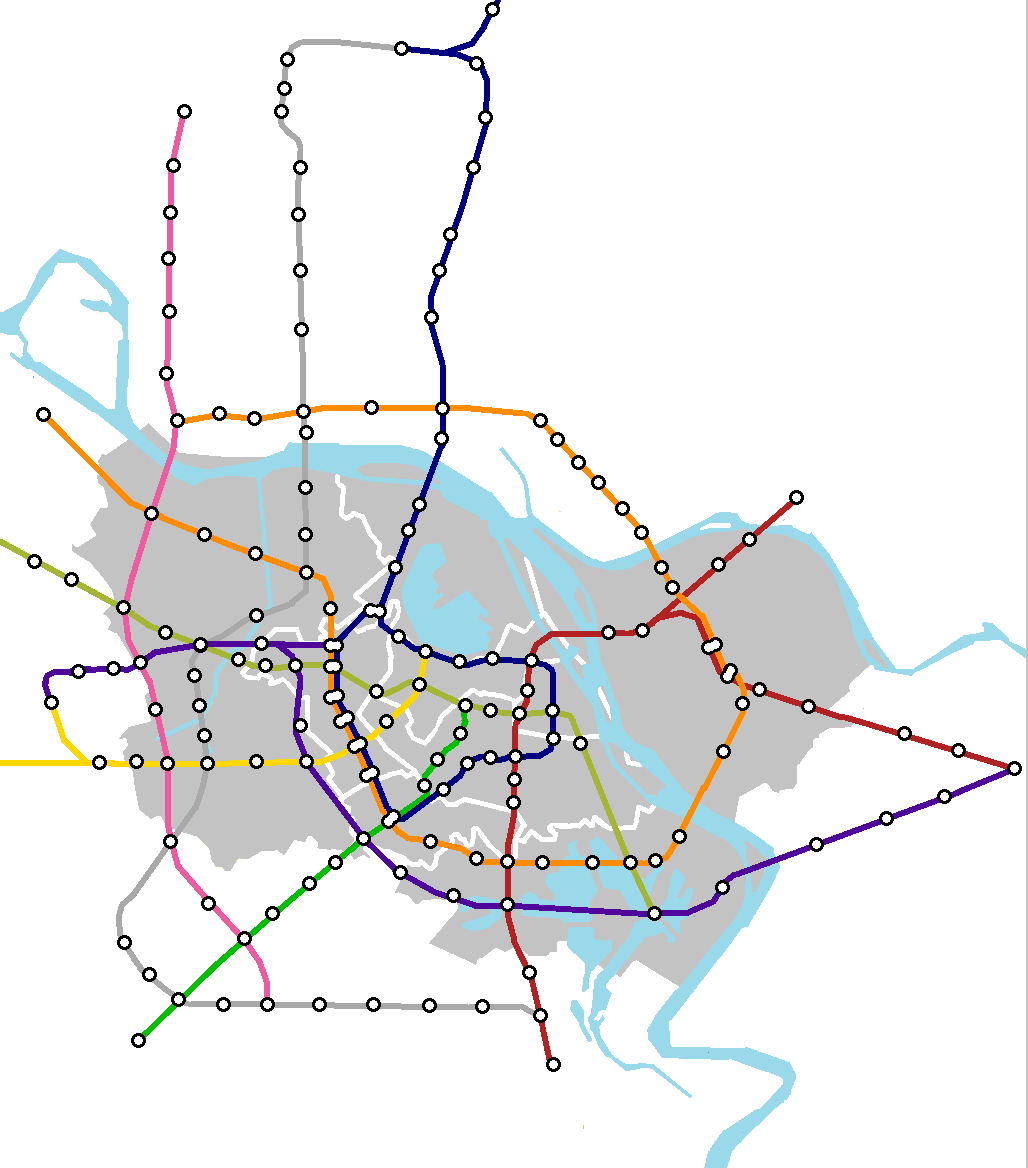
河內都市鐵路規劃圖

| 路線名                                 | 路線名 | 走向                                        | 長度 (公里) | 車站數      | 狀態       | 車廠／ 停車場 | 投資方   |
| -------------------------------------- | ------ | ------------------------------------------- | ----------- | ----------- | ---------- | ------------- | -------- |
|                                        | 1號線  | 玉洄－河內站－安園                          | 26          | 23          | 規劃中     | 玉洄 安園     | 市人委會 |
| 嘉林站－陽舍                           | 1號線  | 10                                          | 前期研究中  | 23          |            | 玉洄 安園     | 市人委會 |
|                                        | 2號線  | 內排－南昇龍                                | 18          | ？          | 前期研究中 | 春鼎 富魯     | 市人委會 |
| 南昇龍－黃花探－還劍湖－牌行街－順化街 | 2號線  | 11.5                                        | 10          |             | 前期研究中 | 春鼎 富魯     | 市人委會 |
| 陳興道－上亭                           | 2號線  | 5.9                                         | 6           |             | 前期研究中 | 春鼎 富魯     | 市人委會 |
| 上亭－2.5環路－黃國越路                | 2號線  | 7                                           | ？          |             | 前期研究中 | 春鼎 富魯     | 市人委會 |
|                                        | 3號線  | 㵢－呠                                      | 6           | ？          | 前期研究中 | 呠            | 市人委會 |
| 紙橋－河內站                           | 3號線  | 3                                           | 4           | 建設中：33% |            | 呠            | 市人委會 |
| 河內站－黃梅                           | 3號線  | 8.7                                         | 7           | 規劃中      |            | 呠            | 市人委會 |
|                                        | 4號線  | 麊泠－東英－柴同－永綏－2.5環路－古芮－連河 | 54          | 41          | 遠期規劃   | 連河 大陌     | 市人委會 |
|                                        | 5號線  | 文高－玉慶－昇龍大道－四環路－和樂          | 39          | 21          | 規劃中     | 山同 和樂     | 市人委會 |
|                                        | 6號線  | 內排－富演－河東－玉洄                      | 43          | 29          | 前期研究中 | 玉洄 金弩     | 市人委會 |
|                                        | 7號線  | 麊泠－呠－雲耕－陽內                        | 28          | 23          | 前期研究中 | 麊泠          | 市人委會 |
|                                        | 8號線  | 山同－枚驛                                  | 12          | 26          | 前期研究中 | 山同 古碑     | 市人委會 |
| 枚驛－三環路－嶺南－陽舍               | 8號線  | 25                                          | 遠期規劃    | 26          |            | 山同 古碑     | 市人委會 |
|                                        | M1線   | 連河－新立－安慶                            | 11          | ?           |            |               |          |
|                                        | M2線   | 枚驛－美亭－文慕－福羅／甲八－清烈－富良    | 22          | ?           |            |               |          |
|                                        | M3線   | 南鴻－麊泠－大盛（－福安）                  | 11          | ?           |            |               |          |

### 1號線
根據2016年的規劃，1號線全長約36公里，設站23座，起於玉洄，止於安園，途經河內站等地，與現有的鐵路線（河同鐵路、南北鐵路）共線，分兩期施工。1號線一期工程為安園綜合基地和甲八－嘉林段的建設工程，投資總額為18兆790億盾；二期工程為玉洄－甲八段和嘉林－安園段的建設工程，投資總額為8兆8960億盾；一、二期線路全長約26公里。
本項目原由交通運輸部擔任投資方，由日本和越南政府出資援建，原訂在2017年完工，然而工程設計諮詢項目的承辦商日本交通技術承認在投標期間向越南交通系统公职人员行賄，引致鐵路工程和貸款程序的停滯。截至2023年10月，本項目已進入技術設計的階段，交通運輸部也正向河內市人委會移交資料，以繼續推進本工程。河內市計劃在2023年至2025年期間動工興建1號線。本項目的投資總額已經調整為190億4600萬盾。未來1號線會由嘉林站向東北方延伸至嘉林縣陽舍社。

### 2號線
根據2016年的規劃，2號線全長約42公里，設站32座，起於內排，止於黃國越路，途經還劍湖畔等地。其中南昇龍－陳興道段全長11.5公里（地下段8.5公里，高架路段3公里），設站10座（地下站7座，高架站3座），起於南昇龍（Ciputra）新都市區，止於順化街和阮攸街的交界，沿阮文暄路（延長段）、黃國越路、黃花探路、潘廷逢路、古街區、丁先皇路等道路興建。
本項目由市人委擔任投資方、由日本出資援建，原訂在2017年完工，不過本地鐵線直至2021年底仍未動工，原因之一是本線C9站的選址過於接近還劍湖古蹟的保護範圍，引起爭議，最終政府於2022年9月選定在丁先皇路下方興建C9站的方案。截至2023年10月，本項目仍在調整設計。本項目的投資總額已經增加到約35.68兆盾，比原先的投資成本高出兩倍。陳興道－上亭段全長5.9公里，設站6座，全線設於地下，將由市政當局擔任投資方、由日本出資援建，估計投資總額為28.9兆盾；項目預算已於2017年11月交予計劃投資部審批。

### 3號線
根據2016年的規劃，3號線全長約26公里，設站26座，起於懷德縣站㵢市鎮，止於黃梅郡，途經呠（位於北慈廉郡）、河內站等地；遠期建設的3號線延長線呈西北－東南走向，全長30公里，接續呠－河內站段，沿國道32號興建，連接一座位於山西市社的衛星城市。
紙橋－河內站段全線設於地下，全長4公里，設站4座，呈東西走向，沿金馬街等道路興建。本項目由市人委擔任投資方、由法國政府、亞洲開發銀行、歐洲投資銀行和越南政府出資援建、承建商為韓國企業，已於2010年9月25日正式動工，原訂在2015年完工。截至2024年8月，紙橋－河內站段工程已完成43%。受到徵地拆遷進度延誤的影響，地下段曾一度於2021年6月起停工，通車目標已延至2027年。3號線施工期間出現了設計變更、徵地、移動地下管線、施工空間狹小，政府部門間協調不佳，承建商能力不足等問題，且受到了法律法規的限制和2019冠狀病毒病疫情的影響。
河內站－黃梅段全長8.7公里（含地下段8.13公里），設站7座，沿陳興道路、陳聖宗街、金牛街、阮三征路興建，估計投資總額為40.57兆盾。本項目由市人委擔任投資方，由亞洲開發銀行和歐洲聯盟出資援建，已於2020年4月獲越共河內市委批覆，於2022年3月底獲准進行前期可行性研究，並計劃於2023年至2025年期間動工。

### 5號線
5號線全長約39公里（地下段6.5公里，地面段29.93公里，架空段2公里），設站21座（地下站6座，地面站14座，架空站1座），起於文高路，止於和樂。其中地下段起於西湖南岸，止於美亭國家會議中心，沿文高路、阮志清路、陳維興路興建；緊接的路段將設於地面或高架橋上，沿昇龍大道、河內－和平高速公路的中央分隔帶興建。項目已獲越共河內市委、河內市人委會批覆，其前期可行性研究報告亦於2023年9月獲國家審定委員會批覆。河內市計劃在2023年至2025年期間動工興建5號線。

## 票務
根據河內市人委決議頒布的票價補貼方案，河內都市鐵路按距離收費，起步價8,000盾（已包括出行保險，由市人委補貼），最高增至12,000盾（3號線）／15,000盾（2A號線），使用預付卡的乘客可節省約500盾。有功者、長者、殘疾人士、小於6歲的兒童和貧戶人口屬於優先對象，可免費乘車。2A號線日票收費30,000盾，3號線日票收費24,000盾。月票收費200,000盾，中小學學生、大專學生和工業區工人購買月票可享有半價優惠，其他在職人士以集體名義購買月票可享有七折優惠。2A號線和3號線通車後首15天免費，之後才正式採用上述的票價方案。

## 外部連結
- 河內都市鐵路管理局 （页面存档备份，存于） （越南文）
- 河內鐵路獨資責任有限公司 （页面存档备份，存于）